# Shemshak-e Bālā
Shemshak-e Bālā (persiska: شِمشَك, شمشک بالا) är en ort i Iran.   Den ligger i provinsen Teheran, i den norra delen av landet, 40 km norr om huvudstaden Teheran. Shemshak-e Bālā ligger 2 603 meter över havet och antalet invånare är 672.
Terrängen runt Shemshak-e Bālā är bergig österut, men västerut är den kuperad. Runt Shemshak-e Bālā är det glesbefolkat, med 19 invånare per kvadratkilometer. Närmaste större samhälle är Fasham, 9,6 km söder om Shemshak-e Bālā. Trakten runt Shemshak-e Bālā består i huvudsak av gräsmarker.